# Pilot ACE

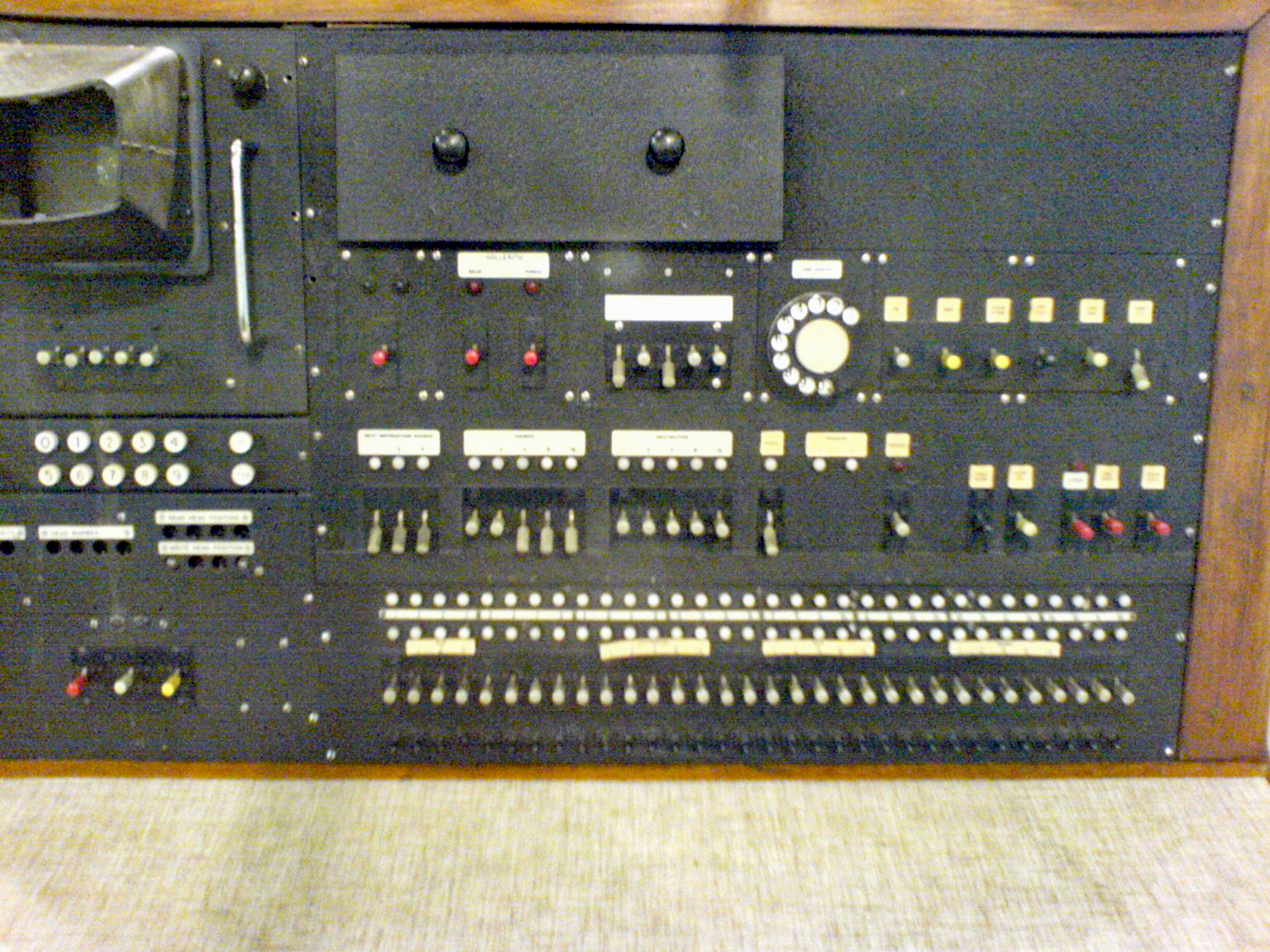
Pilot ACE.

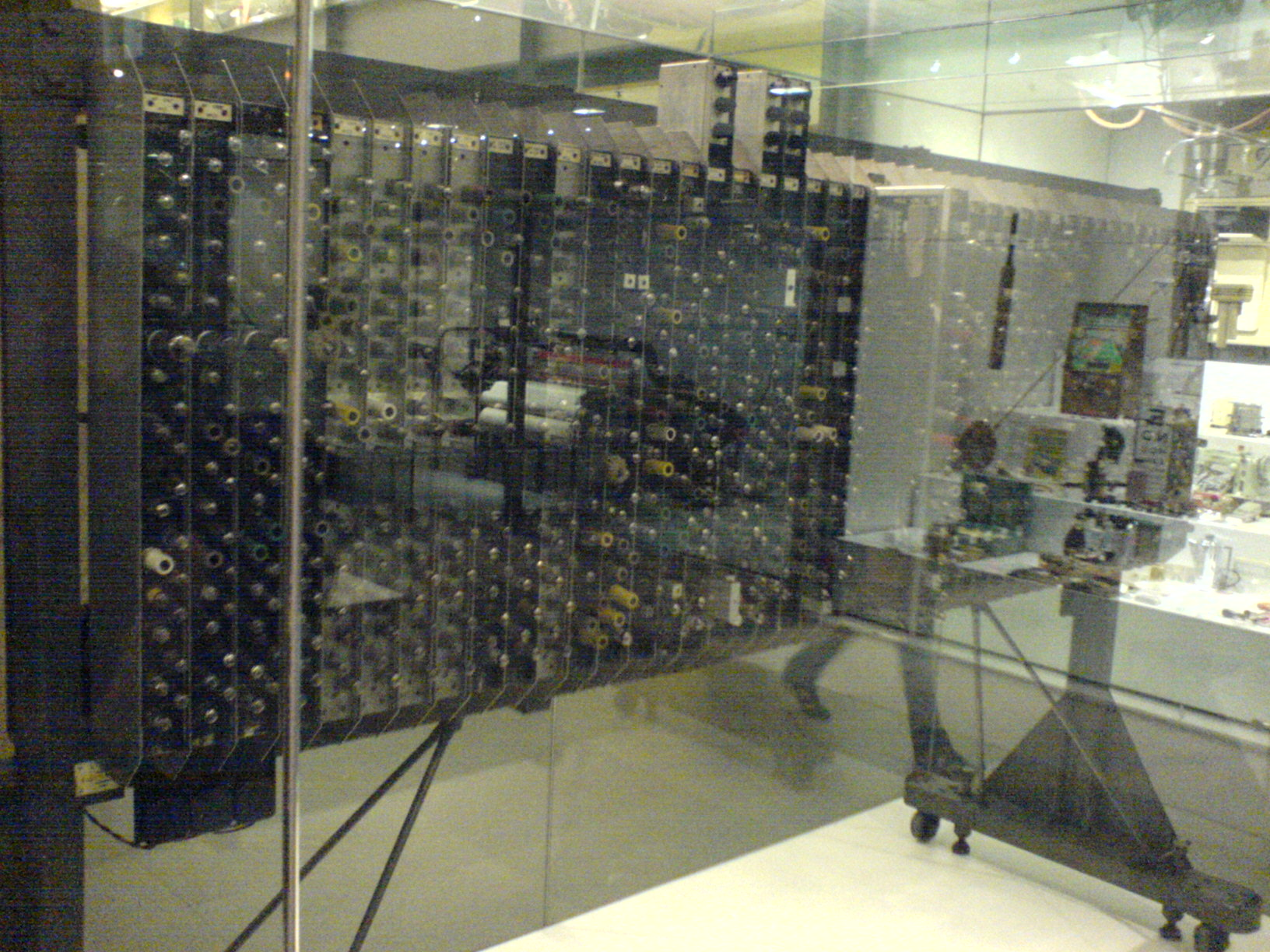
Pilot ACE.

El Pilot ACE fue uno de los primeros ordenadores construidos en el Reino Unido, en el Laboratorio Nacional de Física (NPL) a principios de los años 1950.
Fue una versión preliminar de la ACE ( Automatic Computing Engine) completa, que había sido diseñada por Alan Turing. Después de que Turing dejó la (NPL) (en parte porque estaba desilusionado por la falta de progresos en la construcción de la ACE), James H. Wilkinson se hizo cargo del proyecto, Harry Huskey ayudó con el diseño. El Pilot ACE ejecutó su primer programa el 10 de mayo de 1950 y fue presentado a la prensa en diciembre de 1950.
Aunque originalmente fue concebido como un prototipo, se hizo claro que la máquina era un recurso potencialmente muy útil, considerando la falta de otros dispositivos informáticos en el momento. Después de algunas mejoras para hacer su manejo más práctico,  entró en servicio a finales de 1951.
Tenía aproximadamente 800 Válvula termoiónicas (vacuum tubes) y usó líneas de retardo de mercurio para su memoria principal. El tamaño original de la última era de 128 palabras de 32 bits, pero que más tarde se amplió a 352 palabras; finalmente, en 1954 fue añadida una memoria de tambor (drum memory) de 4096 palabras. Su velocidad de reloj, de base 1 megahercio, era el más rápido de los relojes de las primeras computadoras británicas. El tiempo para ejecutar las instrucciones era muy dependiente del lugar en que se encontraban en la memoria (debido al uso de memoria de retardo de línea). Una inserción puede llevar de 64 a 1.024 microsegundos.
La máquina tuvo tanto éxito que la versión comercial de los mismos, llamada DEUCE, fue construida y vendida por la compañía English Electric.
El Pilot ACE se apagó finalmente en mayo de 1955, y se le dio al Museo de Ciencias de Londres, donde permanece hoy en día.